# Родіонов Володимир Костянтинович
Володи́мир Костянти́нович Родіо́нов (нар. 12 жовтня 1949, Новосибірськ, РРФСР) — радянський та український футболіст російського походження, виступав на позиції півзахисника та нападника. Майстер спорту СРСР.

## Клубна кар'єра
В рідному місті займався хокеєм у команді «Сибір» (Новосибірськ). У 1969 році разом зі своїми двома старшими братами розпочав кар'єру футболіста в команді «Янгієр». У наступному році перейшов до «Нафтовика» (Фергана), а ще через рік — до ташкентського «Пахтакору». У сезоні 1971 року за ташкентців провів 21 матч і забив сім м'ячів. Потім проходив військову службу в клубі СКА (Ростов-на-Дону). У 1973 році був переведений до Харкова, де був гравцем дубля місцевого «Металіста». Після завершення військової служби, в 1974—1976 роках виступав в одеському «Чорноморці». У 1977 році перейшов до черкаського «Дніпра». У 1979 році став гравцем рівненського «Авангарду». У 1980 році підсилив склад івано-франківського «Спартака», в якому й завершив кар'єру професіонального футболіста.
Після завершення ігрової кар'єри виступав за ветеранську збірну СРСР, а потім тренував та виступав в аматорських клубах Одеси. У сезоні 1993/94 років виступав в аматорському клубі «Первомаєць» (Першотравневе).

## Кар'єра тренера
По завершенні кар'єри футболіста розпочав тренерську роботу. З 80-их років XX століття тренував аматорські команди Одеси та Одеської області. Також працював інспектором на футбольних матчах чемпіонату Одеси та Одеської області. Тренував дітей у Спортивній Школі «Олімп» при Одеській національній юридичній академії і як головний тренер очолював дорослу команду першої ліги чемпіонату міста «Афганська община» (інша назва — «Афган-Памір»), яка під керівництвом Родіонова двічі ставала володарем Кубка Федерації футболу Одеси (2006, 2009).

## Досягнення

### Як гравця
«Чорноморець» (Одеса)
- Вища ліга чемпіонату СРСР
  -  Бронзовий призер (1): 1974

### Відзнаки
- Майстер спорту СРСР (1974)